# Kalix (plaats)
Kalix is de enige plaats binnen de Zweedse gemeente met dezelfde naam, die een stad genoemd kan worden. Het is tevens het bestuurscentrum van die gemeente. Kalix is Zweedstalig. De kleine Finse minderheid spreekt van Kainuu; in het plaatselijke Finse dialect Meänkieli wordt gesproken over Kainus. Kalix is afgeleid van het Saami woord voor koude: Kales, langzaam verbogen tot Kalas en Kalix. De Kalixälven (letterlijk dus koude rivier) mondt hier uit in de Botnische Golf. Kalix maakt deel uit van een verstedelijkt gebied op de oevers met Bredviken, Karlsborg, Risögrund, Nyborg en Rolfs. Het is daarom een van de drie grote agglomeraties ten noorden van deze breedtegraad: Kiruna en Gällivare zijn de andere, die als agglomeratie meer dan 10.000 inwoners hebben.

## Geschiedenis
De streek rondom Kalix is al 8000 à 9000 jaar bekend, doch bijna altijd onbewoond gebleven. Het gebied ten noorden van Kalix behoorde toe aan de Saami, die hier rondtrokken en merkten dat 4500 jaar geleden de gemiddelde temperatuur begon te stijgen. Eeuwenlang blijft Kalix een dorp, maar in 1482 krijgt het haar eigen kerk en is er sprake van een (geloofs)gemeente. Het is de meest noordelijke stenen kerk van Zweden. Het dorp krijgt allerlei namen: Caliss, Kaliss, Calixe, Calix and Neder Kalix. Neder Kalix wordt gebruikt om onderscheid te maken met het noordelijker gelegen Överkalix. Een latijnse naam Chalis duikt ook op, maar alleen in de Carta Marina van Olaus Magnus (Venetië, 1539. De streek is arm en Linnaeus en Lars Montin klagen in 1732 en 1749 over de hoge verblijfskosten in Kalix.
Grote ontwikkeling maakt Kalix door als in de 16e eeuw en 17e de eerste industrie revolutie bewerkingen van glas, koper op grote mogelijk maakt. Kalix schakelt over van landbouw naar industrie. Dan ook komen de eerste scheepswerven naar de stad. Op 25 maart 1809 is Kalix van grote historische betekenis. Hier vindt de capitulatie van Zweden plaats ten opzichte van Rusland; de Vrede van Kalis, waarbij Zweden geheel Finland moet afstaan. Onderhandelingen voor vrede vinden plaats in Hamina Finland, waar op 30 augustus 1809 de Vrede wordt getekend. In 1910 heeft Kalix ongeveer 600 inwoners.
In de 19e eeuw volgt dan houtbewerking en –opslag op grote schaal. Hout vanuit het achterland wordt drijvend over de Kalixälven getransporteerd en in Kalix verwerkt. Inmiddels gebeurt het transport door middel van vrachtauto’s. Inmiddels heeft Kalix ook een plaats veroverd in de 3e industriële revolutie, die van automatisering.

## Transport
Kalix is bereikbaar via de Europese weg 4, die hier langs de kust van de Botnische Golf loopt, vanuit het noorden komen nog allerlei kleine regionale wegen. Vliegverkeer loopt via Luchthaven Luleå in Zweden of Luchthaven Tornio-Kemi in Finland, de Finse grens is namelijk maar 50 km weg.
Vanuit Kalix vertrekken veren naar de eilanden voor de kust. In de winter is dat niet nodig, men kan dan over het ijs naar de eilanden rijden.

## Trein

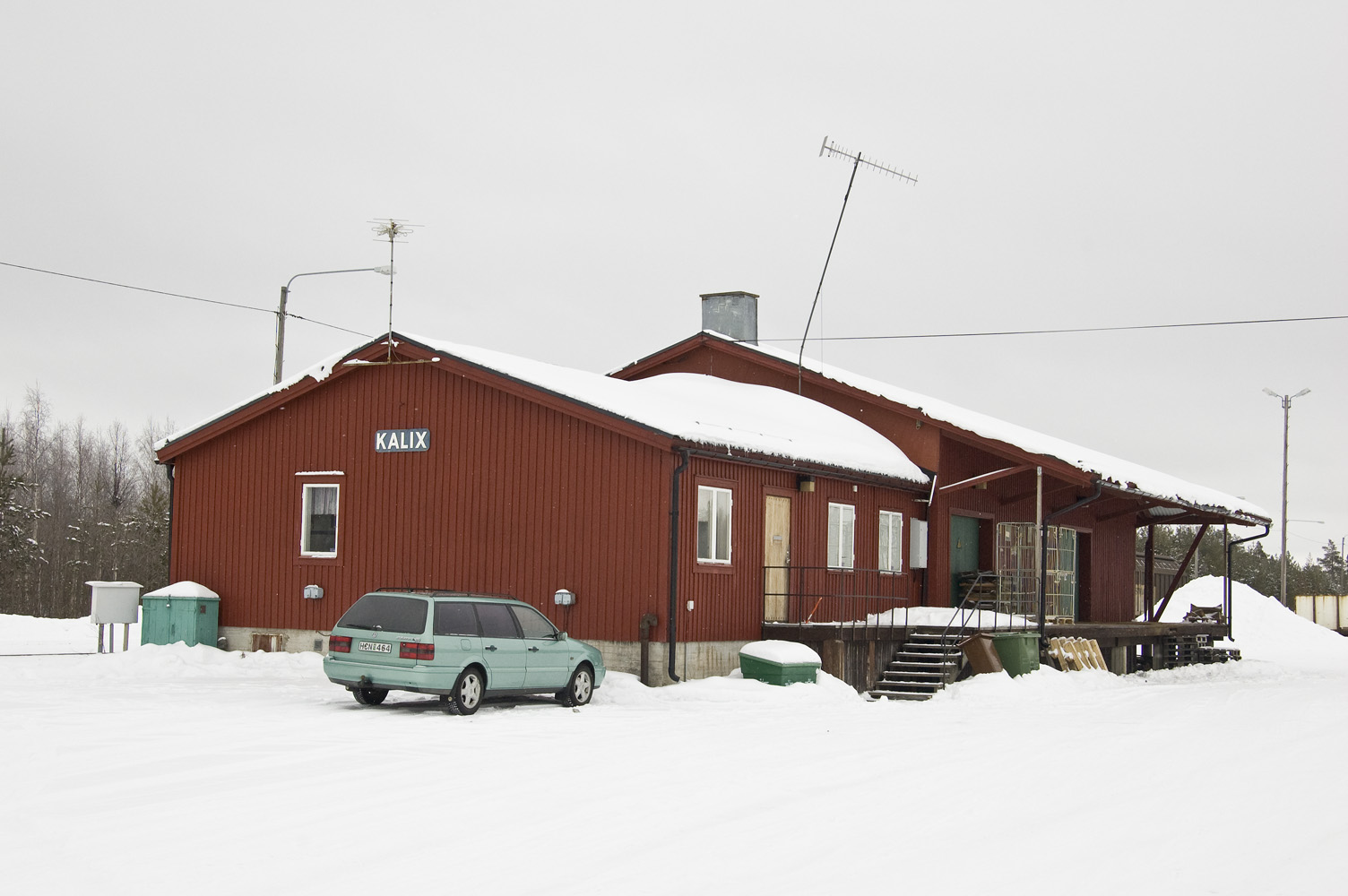
Oude Stationsgebouw Kalix

Kalix heeft een treinstation aan de Haparandalijn. Tussen 1964 en 1992 lag dit station aan een zijtak naar het nabijgelegen Karlsborg, het dorp werd overgeslagen door de hoofdlijn naar Haparanda zelf. De zijtak werd in 1992 gesloten, waarmee ook het treinstation sloot. In de jaren 2010 is de spoorlijn gemoderniseerd, en is tussen Kalix en Haparanda een nieuw traject aangelegd. waardoor treinen naar Haparanda voortaan via Kalix rijden. Sinds 2021 rijden er weer passagierstreinen naar Kalix, waarbij het dorp de enige tussenstop is voor passagierstreinen tussen Boden en Haparanda.

## Geboren in Kalix
- Karin Lindberg (1929-2020), turnster
- Emma Ribom (1997), langlaufster